# Motomondiale 1968
La stagione 1968 è stata la ventesima del Motomondiale; per quanto riguarda il calendario vi fu quasi un ritorno alle origini: sparirono i due gran premi disputatisi al di fuori dell'Europa e, in corso di stagione, venne anche annullato il GP di Francia a causa degli eventi del Maggio francese. Conseguenza fu che in totale vi furono solo 10 prove iridate.

## Il contesto
Nessuna modifica rilevante ai regolamenti in merito ai punteggi; vennero però annunciate modifiche tecniche che sarebbero entrate in vigore l'anno successivo in merito ai frazionamenti dei motori.
Con il ritiro della Honda dai Gran Premi, la MV Agusta riuscì agevolmente a vincere il Mondiale in 350 e 500 con Giacomo Agostini, vittorioso in tutte le gare delle due categorie (in tutte le occasioni fece segnare anche il giro più veloce) e vanamente contrastato da un nugolo di piloti più o meno privati (tra cui l'australiano Jack Findlay, secondo in 500).
L'iride della 250 andò a Phil Read, dopo contrasti interni al team Yamaha: infatti era stato previsto che ognuno dei piloti ufficiali del team – oltre a Read, il connazionale Bill Ivy – vincesse un Mondiale, e Read aveva già vinto quello della 125.
In 50 Hans-Georg Anscheidt vinse il terzo e ultimo titolo consecutivo per la Suzuki, nonostante la Casa giapponese si fosse ritirata a inizio stagione (al pilota tedesco e a Stuart Graham erano state affidate le 50 e 125 della stagione precedente, oltre a diversi ricambi). Nei sidecar, secondo titolo per Helmut Fath, che porta alla vittoria un mezzo spinto dal motore 4 cilindri URS, da lui stesso costruito; era dal 1954 che la BMW vinceva ininterrottamente il titolo tra i tre ruote.

## Il calendario
| Data Resoconto         | Gran Premio (Circuito)                | Vincitori      | Vincitori         | Vincitori  | Vincitori        | Vincitori        | Vincitori                            |
| Data Resoconto         | Gran Premio (Circuito)                | classe 50      | classe 125        | classe 250 | classe 350       | classe 500       | sidecar                              |
| 21 aprile Resoconto    | GP della Germania Ovest (Nürburgring) | H.G. Anscheidt | Phil Read         | Bill Ivy   | Giacomo Agostini | Giacomo Agostini | Helmut Fath Wolfgang Kalauch         |
| 5 maggio Resoconto     | GP di Spagna (Montjuïc)               | H.G. Anscheidt | Salvador Cañellas | Phil Read  |                  | Giacomo Agostini |                                      |
| 8 giugno Resoconto     | Tourist Trophy (Mountain Circuit)     | Barry Smith    | Phil Read         | Bill Ivy   | Giacomo Agostini | Giacomo Agostini | Siegfried Schauzu Horst Schneider    |
| 29 giugno Resoconto    | GP d'Olanda (Assen)                   | Paul Lodewijkx | Phil Read         | Bill Ivy   | Giacomo Agostini | Giacomo Agostini | Johann Attenberger Josef Schillinger |
| 7 luglio Resoconto     | GP del Belgio (Spa)                   | H.G. Anscheidt |                   | Phil Read  |                  | Giacomo Agostini | Georg Auerbacher Hermann Hahn        |
| 14 luglio Resoconto    | GP della Germania Est (Sachsenring)   |                | Phil Read         | Bill Ivy   | Giacomo Agostini | Giacomo Agostini |                                      |
| 21 luglio Resoconto    | GP di Cecoslovacchia (Brno)           |                | Phil Read         | Phil Read  | Giacomo Agostini | Giacomo Agostini |                                      |
| 4 agosto Resoconto     | GP di Finlandia (Imatra)              |                | Phil Read         | Phil Read  |                  | Giacomo Agostini | Helmut Fath Wolfgang Kalauch         |
| 17 agosto Resoconto    | GP dell'Ulster (Dundrod)              |                | Bill Ivy          | Bill Ivy   | Giacomo Agostini | Giacomo Agostini |                                      |
| 15 settembre Resoconto | GP delle Nazioni (Monza)              |                | Bill Ivy          | Phil Read  | Giacomo Agostini | Giacomo Agostini | Annullata per decisione governativa  |
| 13 ottobre             | Manche supplementare (Hockenheimring) |                |                   |            |                  |                  | Helmut Fath Wolfgang Kalauch         |

## Sistema di punteggio e legenda
| Pos.  | 1 | 2 | 3 | 4 | 5 | 6 | 7> |
| ----- | - | - | - | - | - | - | -- |
| Punti | 8 | 6 | 4 | 3 | 2 | 1 | 0  |

## Le classi

### Classe 500
La classe regina fu presente in tutte e 10 i gran premi della stagione e si rivelò un monologo di Giacomo Agostini che, emulando quanto già fatto da Mike Hailwood in occasioni precedenti, ottenne la vittoria e il giro più veloce in tutte le occasioni. Essendosi disimpegnata la Honda dalle corse a due ruote, al secondo posto si piazzò Jack Findlay in sella ad una Matchless, al terzo posto Gyula Marsovszky su moto della stessa marca.
In effetti, dopo vari anni, si assistette al fatto che tutte le prime posizioni erano occupate da piloti equipaggiati con moto di costruzione europea.
Il gran premio che vide il numero minore di partenti fu quello di Spagna in cui risultano solamente 14 piloti in gara.
In occasione dell'ultimo gran premio della stagione, il Gran Premio motociclistico delle Nazioni disputato sull'Autodromo di Monza si vide in gara per l'ultima volta nella sua carriera Mike Hailwood; partì in sella ad una Benelli ma fu costretto al ritiro in seguito ad una caduta.

Classifica piloti (prime 6 posizioni)
| Pos. | Pilota           | Moto      |     |   |     |     |     |    |     |   |     |     | P.ti    |
| ---- | ---------------- | --------- | --- | - | --- | --- | --- | -- | --- | - | --- | --- | ------- |
| 1    | Giacomo Agostini | MV Agusta | 1   | 1 | 1   | 1   | 1   | 1  | 1   | 1 | 1   | 1   | 48 (80) |
| 2    | Jack Findlay     | Matchless | Rit | 2 | Rit | 2   | 2   | 3  | 2   | 2 | 5   | Rit | 34 (36) |
| 3    | Gyula Marsovszky | Matchless | 4   | 5 | Rit | Rit | Rit | 11 | 3   | 6 | Rit | Rit | 10      |
| 4    | Robin Fitton     | Norton    |     |   |     |     | 4   |    |     |   | 2   |     | 9       |
| -    | Alberto Pagani   | Linto     |     |   |     | Rit | Rit | 2  | Rit |   |     | 4   | 9       |
| -    | Peter Williams   | Matchless | 3   |   | Rit | 4   | 7   | 7  | 5   |   | 20  | 9   | 9       |
| Pos. | Pilota           | Moto      |     |   |     |     |     |    |     |   |     |     | P.ti    |

| Legenda                                                                        | 1º posto        | 2º posto        | 3º posto | A punti      | Senza punti        | Grassetto=Pole position Corsivo=Giro più veloce |
| Legenda                                                                        | Gara non valida | Non qualificato | Ritirato | Squalificato | "-" Dato non disp. | Grassetto=Pole position Corsivo=Giro più veloce |
| Fonte dei dati: motogp.com, racingmemo.free.fr, autosport.com, jumpingjack.nl. |                 |                 |          |              |                    |                                                 |

### Classe 350
Approfittando anche del ritiro da parte della Honda e di Mike Hailwood, Giacomo Agostini ottenne facilmente il titolo anche in 350, ottenendo così la prima accoppiata di titoli in un'unica stagione della sua carriera.
Rispetto alla classe superiore, la stagione della 350 si sviluppò su tre prove in meno ma, in ognuna delle 7 prove, il risultato fu il medesimo con Agostini che ottenne sempre vittoria e giro più veloce. Alle spalle della MV Agusta si piazzarono la Benelli guidata da Renzo Pasolini e l'Aermacchi condotta da Kel Carruthers.
Come già nella classe 500, anche nella 350 le prime otto posizioni furono occupate da piloti con moto di costruzione europea.

Classifica piloti (prime 5 posizioni)
| Pos. | Pilota            | Moto      |   |    |     |     |    |   |   |    |     |   | P.ti    |
| ---- | ----------------- | --------- | - | -- | --- | --- | -- | - | - | -- | --- | - | ------- |
| 1    | Giacomo Agostini  | MV Agusta | 1 | NE | 1   | 1   | NE | 1 | 1 | NE | 1   | 1 | 32 (56) |
| 2    | Renzo Pasolini    | Benelli   | 2 | NE | 2   | Rit | NE | - |   | NE | -   | 2 | 18      |
| 3    | Kelvin Carruthers | Aermacchi | 3 | NE | Rit | -   | NE | 3 | 4 | NE | 2   | - | 17      |
| 4    | Heinz Rosner      | MZ        | - | NE | Rit | 12  | NE | 2 | 2 | NE | Rit | - | 12      |
| 5    | Ginger Molloy     | Bultaco   | 4 | NE |     | 2   | NE | 4 | - | NE | -   | - | 12      |
| Pos. | Pilota            | Moto      |   |    |     |     |    |   |   |    |     |   | P.ti    |

| Legenda                                                                        | 1º posto        | 2º posto        | 3º posto | A punti      | Senza punti        | Grassetto=Pole position Corsivo=Giro più veloce |
| Legenda                                                                        | Gara non valida | Non qualificato | Ritirato | Squalificato | "-" Dato non disp. | Grassetto=Pole position Corsivo=Giro più veloce |
| Fonte dei dati: motogp.com, racingmemo.free.fr, autosport.com, jumpingjack.nl. |                 |                 |          |              |                    |                                                 |

### Classe 250

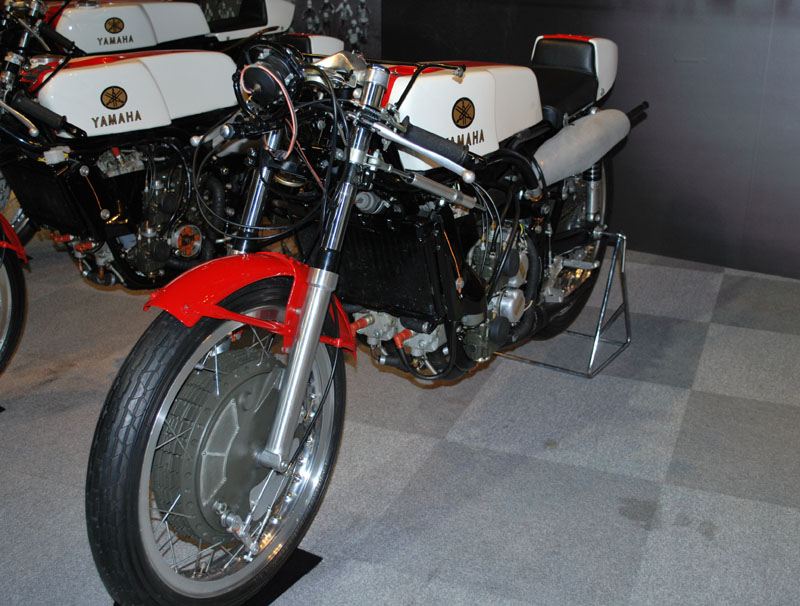
La Yamaha RD05.

Anche il titolo della quarto di litro dell'anno precedente era stato conquistato da un pilota con Honda; dopo il disimpegno della stessa fu gioco facile per i due alfieri della Yamaha ottenere i primi due posti (con lo stesso punteggio) della classifica.
Sia Phil Read che Bill Ivy portarono le loro Yamaha RD05 alla vittoria in 5 occasioni ciascuno e arrivarono entrambi a collezionare 46 punti; il titolo della quarto di litro, come già nel '67, venne assegnato durante il congresso FIM di fine stagione. Nel caso, però, i due compagni di squadra avevano vinto lo stesso numero di GP e lo stesso numero di secondi posti; dato che il regolamento escludeva la possibilità di assegnazione del titolo in ex aequo, venne aggiunto un comma retroattivo che introduceva l'ulteriore discriminante del minore tempo complessivo nei GP validi per il punteggio. Il titolo fu assegnato a Read, la cui somma dei tempi risultò inferiore di circa due minuti.
Al Gran Premio d'Austria, gara non valida per la classifica, è da segnalare il debutto nel Motomondiale di Jarno Saarinen che si ripresenta al Gran Premio di Finlandia, qualificandosi all'11º posto.
Classifica piloti (prime 5 posizioni)
| Pos. | Pilota        | Moto           |     |     |     |   |     |   |   |     |     |   | P.ti    |
| ---- | ------------- | -------------- | --- | --- | --- | - | --- | - | - | --- | --- | - | ------- |
| 1    | Phil Read     | Yamaha         | Rit | 1   | Rit | 2 | 1   | 2 | 1 | 1   | Rit | 1 | 46 (52) |
| 2    | Bill Ivy      | Yamaha         | 1   | Rit | 1   | 1 | Rit | 1 | 2 | Rit | 1   | 2 | 46 (52) |
| 3    | Heinz Rosner  | MZ             |     | 2   | 3   | 4 | 2   | 3 | 3 | 2   | 2   | 7 | 32 (39) |
| 4    | Rodney Gould  | Bultaco/Yamaha | 4   | -   | 5   | 5 | 3   | 4 | 4 | 3   | 3   | - | 21 (25) |
| 5    | Ginger Molloy | Bultaco        | 2   | 3   |     | 8 | 7   | 5 | 6 | 4   | 4   | 8 | 19      |
| Pos. | Pilota        | Moto           |     |     |     |   |     |   |   |     |     |   | P.ti    |

| Legenda                                                                        | 1º posto        | 2º posto        | 3º posto | A punti      | Senza punti        | Grassetto=Pole position Corsivo=Giro più veloce |
| Legenda                                                                        | Gara non valida | Non qualificato | Ritirato | Squalificato | "-" Dato non disp. | Grassetto=Pole position Corsivo=Giro più veloce |
| Fonte dei dati: motogp.com, racingmemo.free.fr, autosport.com, jumpingjack.nl. |                 |                 |          |              |                    |                                                 |

### Classe 125

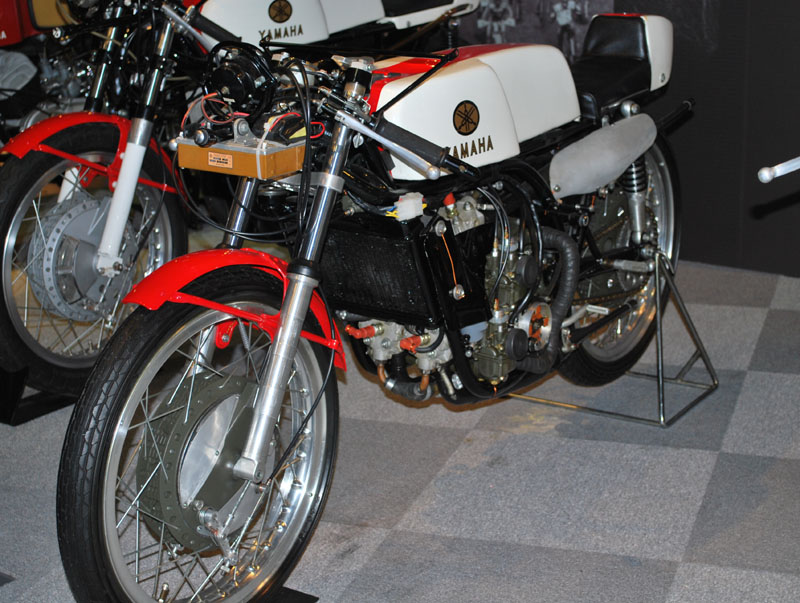
La Yamaha RA31.

Nell'ottavo di litro non vi fu particolare dubbio in merito al vincitore, Phil Read sulla sua Yamaha RA31 si impose in 6 delle 9 gare disputate, distanziando nettamente il compagno di squadra Bill Ivy e ancor di più il terzo classificato Ginger Molloy su Bultaco.
Fu proprio quest'ultima casa spagnola che si aggiudicò l'unico gran premio sfuggito agli alfieri Yamaha, ottenendo il primo posto con Salvador Cañellas nel gran premio di casa.

Classifica piloti (prime 5 posizioni)
| Pos. | Pilota            | Moto    |     |     |     |     |    |   |     |   |   |    | P.ti    |
| ---- | ----------------- | ------- | --- | --- | --- | --- | -- | - | --- | - | - | -- | ------- |
| 1    | Phil Read         | Yamaha  | 1   | Rit | 1   | 1   | NE | 1 | 1   | 1 | 2 | 2  | 40 (60) |
| 2    | Bill Ivy          | Yamaha  | Rit | Rit | 2   | Rit | NE | 2 | Rit | 2 | 1 | 1  | 34      |
| 3    | Ginger Molloy     | Bultaco | -   | 2   |     | 2   | NE | - | -   | 7 | 4 | 10 | 15      |
| 4    | Heinz Rosner      | MZ      | -   | 3   | Rit | -   | NE | - | -   | 3 | 3 | -  | 12      |
| 5    | Salvador Cañellas | Bultaco | -   | 1   |     | 4   | NE | - | -   | - | - | 11 | 11      |
| Pos. | Pilota            | Moto    |     |     |     |     |    |   |     |   |   |    | P.ti    |

| Legenda                                                                        | 1º posto        | 2º posto        | 3º posto | A punti      | Senza punti        | Grassetto=Pole position Corsivo=Giro più veloce |
| Legenda                                                                        | Gara non valida | Non qualificato | Ritirato | Squalificato | "-" Dato non disp. | Grassetto=Pole position Corsivo=Giro più veloce |
| Fonte dei dati: motogp.com, racingmemo.free.fr, autosport.com, jumpingjack.nl. |                 |                 |          |              |                    |                                                 |

### Classe 50
Nella classe di minor cilindrata erano ormai rimaste poche le case ufficiali ad impegnarsi, perlomeno tra quelle di maggior grandezza e tradizione; anche le prove in calendario furono molto meno di quelle della altre classi.
Vennero disputate solo le prime 5 gare della stagione e il successo andò nuovamente al pilota detentore del titolo precedente, Hans-Georg Anscheidt, con tre vittorie nei singoli gran premi.

Classifica piloti (prime 5 posizioni)
| Pos. | Pilota               | Moto     |     |   |     |   |   |    |    |    |    |    | P.ti    |
| ---- | -------------------- | -------- | --- | - | --- | - | - | -- | -- | -- | -- | -- | ------- |
| 1    | Hans-Georg Anscheidt | Suzuki   | 1   | 1 |     | 2 | 1 | NE | NE | NE | NE | NE | 24 (30) |
| 2    | Paul Lodewijkx       | Jamathi  | Rit | 4 |     | 1 | 2 | NE | NE | NE | NE | NE | 17      |
| 3    | Barry Smith          | Derbi    | Rit | 3 | 1   | - | 4 | NE | NE | NE | NE | NE | 15      |
| 4    | Ángel Nieto          | Derbi    | Rit | 2 | Rit | - | 3 | NE | NE | NE | NE | NE | 10      |
| 5    | Rudolf Kunz          | Kreidler | 2   | - | Rit | 8 | - | NE | NE | NE | NE | NE | 6       |
| -    | Chris Walpole        | Honda    | -   | - | 2   | - | - | NE | NE | NE | NE | NE | 6       |
| Pos. | Pilota               | Moto     |     |   |     |   |   |    |    |    |    |    | P.ti    |

| Legenda                                                                        | 1º posto        | 2º posto        | 3º posto | A punti      | Senza punti        | Grassetto=Pole position Corsivo=Giro più veloce |
| Legenda                                                                        | Gara non valida | Non qualificato | Ritirato | Squalificato | "-" Dato non disp. | Grassetto=Pole position Corsivo=Giro più veloce |
| Fonte dei dati: motogp.com, racingmemo.free.fr, autosport.com, jumpingjack.nl. |                 |                 |          |              |                    |                                                 |

### Classe sidecar
La particolarità del campionato delle motocarrozzette fu che, visto l'annullamento della prova prevista in occasione del Gran Premio motociclistico delle Nazioni, al termine della stagione regolare dei GP, venne disputata una prova supplementare valida solo per questa categoria, abbinandola ad una gara valida per il campionato nazionale tedesco. Grazie anche alla vittoria in quest'ultima occasione, il titolo andò all'accoppiata Helmut Fath/Wolfgang Kalauch che spezzò l'egemonia BMW dopo svariati anni.
Nelle prime posizioni della classifica generale appaiono anche Johann Attemberger/Josef Schillinger che avevano ben iniziato la stagione ma che trovarono la morte in un incidente avvenuto durante il Gran Premio motociclistico del Belgio.

Classifica equipaggi (prime 5 posizioni)
| Pos. | Pilota                                        | Moto |   |    |     |   |     |    |    |     |    |    | P.ti    |
| ---- | --------------------------------------------- | ---- | - | -- | --- | - | --- | -- | -- | --- | -- | -- | ------- |
| 1    | Helmut Fath/Wolfgang Kalauch                  | URS  | 1 | NE | 4   | 5 | Rit | NE | NE | 1   | NE | NE | 27 (29) |
| 2    | Georg Auerbacher/Hermann Hahn-Henk de Vewer   | BMW  | 2 | NE | Rit | 4 | 1   | NE | NE | 3   | NE | NE | 22 (25) |
| 3    | Siegfried Schauzu/Horst Schneider             | BMW  | 3 | NE | 1   | 3 | -   | NE | NE | Rit | NE | NE | 19      |
| 4    | Johann Attemberger/Josef Schillinger          | BMW  | 4 | NE | 2   | 1 | †   | NE | NE |     | NE | NE | 17      |
| 5    | Luthringshauser /Lother Ronsdorf-Geoff Hughes | BMW  | 5 | NE | 3   | - | -   | NE | NE | 2   | NE | NE | 14      |
| Pos. | Pilota                                        | Moto |   |    |     |   |     |    |    |     |    |    | P.ti    |

| Legenda                                                                        | 1º posto        | 2º posto        | 3º posto | A punti      | Senza punti        | Grassetto=Pole position Corsivo=Giro più veloce |
| Legenda                                                                        | Gara non valida | Non qualificato | Ritirato | Squalificato | "-" Dato non disp. | Grassetto=Pole position Corsivo=Giro più veloce |
| Fonte dei dati: motogp.com, racingmemo.free.fr, autosport.com, jumpingjack.nl. |                 |                 |          |              |                    |                                                 |